# Anna Klasztorna
Anna Siergiejewna Klasztorna, z domu Nazarowa (ros. Анна Сергеевна Назарова-Кляшторная; ur. 14 marca 1986) – rosyjska lekkoatletka, specjalizująca się w skoku w dal.
Karierę międzynarodową zaczynała od startu w mistrzostwach świata juniorów (2004), podczas których nie awansowała do finału. Rok później zdobyła brązowy medal mistrzostw Europy juniorów. Na początku 2007 odpadła w eliminacjach halowego czempionatu Starego Kontynentu, a latem została młodzieżową mistrzynią Europy oraz zajęła piąte miejsce na uniwersjadzie. Szósta zawodniczka halowych mistrzostw świata w Dosze w 2010. Mistrzyni uniwersjady w 2011. Medalistka mistrzostw Rosji.
Rekordy życiowe: stadion – 7,11 (20 czerwca 2012, Moskwa); hala – 6,89 (29 stycznia 2011, Krasnodar).

## Osiągnięcia
| Rok  | Impreza                        | Miejsce    | Lokata            | Wynik |
| ---- | ------------------------------ | ---------- | ----------------- | ----- |
| 2004 | Mistrzostwa świata juniorów    | Grosseto   | el. – 20. miejsce | 5,45  |
| 2005 | Mistrzostwa Europy juniorów    | Kowno      | 3. miejsce        | 6,31  |
| 2007 | Halowe mistrzostwa Europy      | Birmingham | el. – 11. miejsce | 6,48  |
| 2007 | Młodzieżowe mistrzostwa Europy | Debreczyn  | 1. miejsce        | 6,81  |
| 2007 | Uniwersjada                    | Bangkok    | 5. miejsce        | 6,50  |
| 2010 | Halowe mistrzostwa świata      | Doha       | 6. miejsce        | 6,61  |
| 2011 | Halowe mistrzostwa Europy      | Paryż      | el. – 9. miejsce  | 6,57  |
| 2011 | Uniwersjada                    | Shenzhen   | 1. miejsce        | 6,72  |
| 2012 | Igrzyska olimpijskie           | Londyn     | 5. miejsce        | 6,77  |
| 2014 | Mistrzostwa Europy             | Zurych     | 10. miejsce       | 6,31  |